# Temagami
Temagami es un municipio canadiense situado en la provincia de Ontario.

## Superficie
Temagami tiene una superficie de 1878,12 km².

## Demografía
En 2021, tenía 862 habitantes, una densidad poblacional de 0,5 hab./km², y 928 viviendas.